# Hertmuis
De hertmuis (Peromyscus maniculatus) is een knaagdier uit de Neotominae dat voorkomt in grote delen van Noord-Amerika.

## Kenmerken
Ze worden 110 tot 225 mm lang en wegen 10 tot 30 gram.

## Leefwijze
Hertmuizen zijn 's nachts actief. Ze eten zaden, noten, fruit, insecten, en al het lekkers dat ze in huizen vinden. Ze zijn de meest voorkomende knaagdieren van Noord-Amerika en komen bijna overal voor. Ze klimmen en graven door de sneeuw en slapen waar het maar kan: van matrassen tot holen in de grond. Populatiecycli duren 3 tot 5 jaar.

## Ziekten
Hertmuizen zijn belangrijke laboratoriumdieren. Ze kunnen onder andere hantavirussen, de pest en de lymeziekte overbrengen.